# Konstantin Aksakov

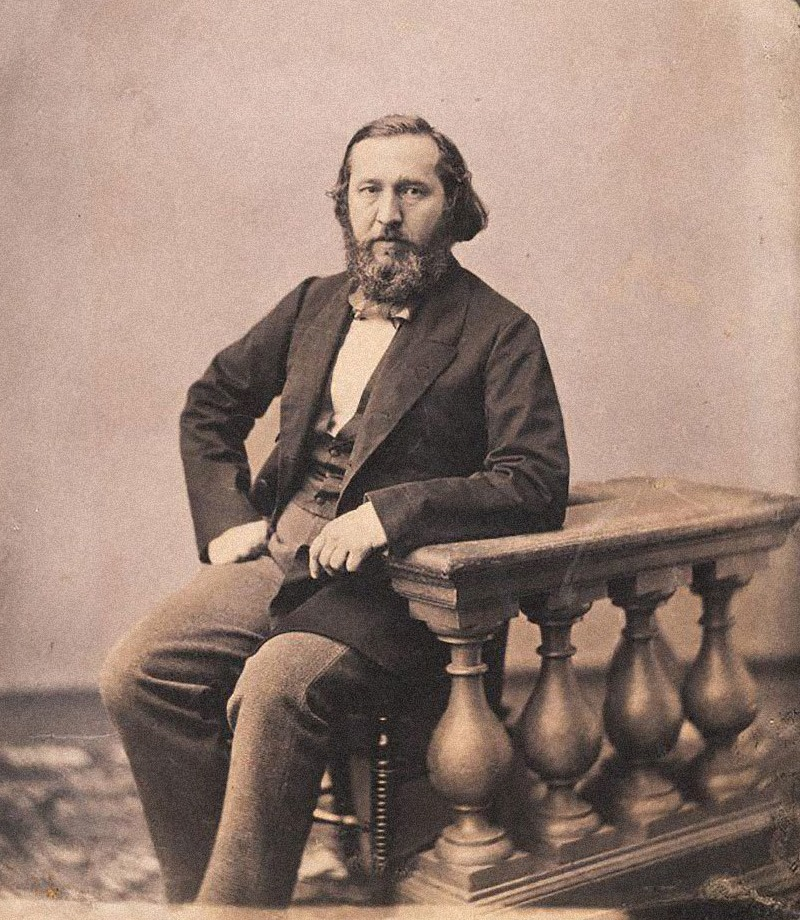
Konstantin Aksakov.

Konstantin Sergejevitj Aksakov (ryska: Константин Сергеевич Аксаков), född den 29 mars 1817, död den 7 december 1860, var en rysk tidningsman och författare. 

## Biografi
Aksakov var son till författaren Sergej Aksakov och bror till politikern och författaren Ivan Aksakov.
Tillsammans med brodern Ivan var Konstantin Aksakov grundare av slavofilrörelsen. Aksakov, som 1841 förvärvade doktorgrad på en avhandling om skalden Michail Lomonosov, var under hela sin levnad ivrigt verksam för utbredande av de slavofila idéerna, vilkas främste historieskrivare han blev. Han förhärligade det ryska bondelivet och ställde dess kollektivism och lugna förtröstan gentemot västerlandet individualism och oro. Aksakovs såväl publicistiska som litterärt historiska skriftställarskap utmärks dock av bristande kritik och skönmålning. Bland hans skrifter kan nämnas De gamla slavernas liv (1852), Anmärkningar om den nya bondeförfattningen (1861), dramat Moskvas befrielse och komedin Furst Lupoviskij.